# Caridina gabonensis
Caridina gabonensis е вид десетоного от семейство Atyidae.

## Разпространение и местообитание
Видът е разпространен в Габон.
Обитава сладководни басейни и потоци.